# 卡森鎮區 (愛荷華州波特瓦特米縣)
卡森鎮區（英語：Carson Township）是位於美國愛荷華州波特瓦特米縣的一個行政鎮區。

## 地方資料
根據2010年美國人口普查的數據，卡森鎮區的面積為60.00平方千米，當中陸地面積為58.49平方千米，而水域面積為1.51平方千米。當地共有人口964人，而人口密度為每平方千米16.07人。